# Карамян, Маринос Асатуровна
Марино́с Асату́ровна Карамя́н (арм. Մարինոս Ասատուրի Քարամյան (Քյարամյան); 1894, Норашен, Эриванская губерния — 1983, Арташатский район) — армянский советский виноградарь, передовик сельскохозяйственного производства. Герой Социалистического Труда (1949).

## Биография
Маринос Асатуровна Карамян родилась в 1894 году в селе Норашен Эриванской губернии Российской империи (ныне в составе Араратской области Республики Армения), в бедной семье сельского рабочего.
В 1910 году Маринос Асатуровна вышла замуж за Айрапета Саркисовича Карамяна. В 1921 году супруги принимали активное участие в февральском восстании со стороны большевиков. Маринос Карамян состояла в четвёртом взводе восьмой партизанской роты третьего полка в районе города Веди. Партизанка Карамян постоянно находилась на фронте до конца восстания, обеспечивая солдат боеприпасами и продовольствием.
После установления советской власти в Армении Маринос Карамян занималась общественной деятельностью. В 1923 году она участвовала во III съезде советов ССР Армении. После коллективизации сельского хозяйства, с 1931 года, Карамян работала в колхозе «Гетазат» (в дальнейшем — имени Сталина) Арташатского района Армянской ССР. Она была назначена звеньевой виноградарского звена колхоза. Последовательно выполняя агротехнические мероприятия по выращиванию винограда, звену под руководством Карамян удалось повысить культуру земледелия, завершать работы в лучший срок. Ежегодно звено Карамян получало высокие урожаи винограда. В 1939 и 1940 годах она являлась кандидатом в участники Всесоюзной сельскохозяйственной выставки. К 1948 году, в результате использования органических и минеральных удобрений и эффективной организации питания растений, звено под руководством Карамян получило рекордный урожай винограда — 160 центнеров с каждого гектара на общей площади 7,5 гектаров.
Указом Президиума Верховного Совета СССР от 27 сентября 1949 года за получение высоких урожаев винограда при выполнении колхозами обязательных поставок и контрактации по всем видам сельскохозяйственной продукции, натуроплаты за работу МТС в 1948 году Маринос Асатуровне Карамян было присвоено звание Героя Социалистического Труда с вручением ордена Ленина и золотой медали «Серп и Молот».
К 1950 году Маринос Карамян удалось получить более высокий урожай винограда — 200,5 центнеров с каждого гектара на общей площади 3,5 гектаров, за что она была награждена вторым орденом Ленина. В 1951 году Карамян вышла на пенсию.
Маринос Асатуровна Карамян также вела активную общественную работу. Она избиралась депутатом Верховного Совета Армянской ССР III созыва.

## Награды
- Герой Социалистического Труда (Указ Президиума Верховного Совета СССР от 27 сентября 1949 года, орден Ленина и медаль «Серп и Молот») — за получение высоких урожаев винограда при выполнении колхозами обязательных поставок и контрактации по всем видам сельскохозяйственной продукции, натуроплаты за работу МТС в 1948 году[5].
- Орден Ленина (21.07.1950)[5][6].

## Комментарии
1. ↑  В Указе Президиума Верховного Совета СССР указана фамилия Кярамян.